# کهلوکاج
کهلوکاج، روستایی است از توابع بخش مرکزی شهرستان محمودآباد در استان مازندران ایران است.
این روستا به علت نزدیکی به محمود آباد و طبیعت و موقعیت خوبی که دارد در سالهای اخیر رشد چشمگیری داشته است.

## جمعیت
این روستا در دهستان اهلمرستاق جنوبی قرار دارد و براساس سرشماری مرکز آمار ایران در سال ۱۳۹۵، جمعیت آن ۲۱۰ نفر (۶۳خانوار) بوده است.